# Zeughaus (Schwäbisch Hall)
Das ehemalige Zeughaus befindet sich am Rosenbühl 14 in Schwäbisch Hall. Es wird im Gebäudeverzeichnis der Stadt Schwäbisch Hall als Neubau, bei Eugen Gradmann noch als Büchsenhaus  oder neuer Bau bezeichnet, an anderen Orten z. B. als Altes Zeughaus (Neubau) oder auch nur als Neubau. Es wird heute für kulturelle und gesellschaftliche Anlässe genutzt. Bis zu 400 Personen können im Neubausaal bewirtet werden.

## Geschichte

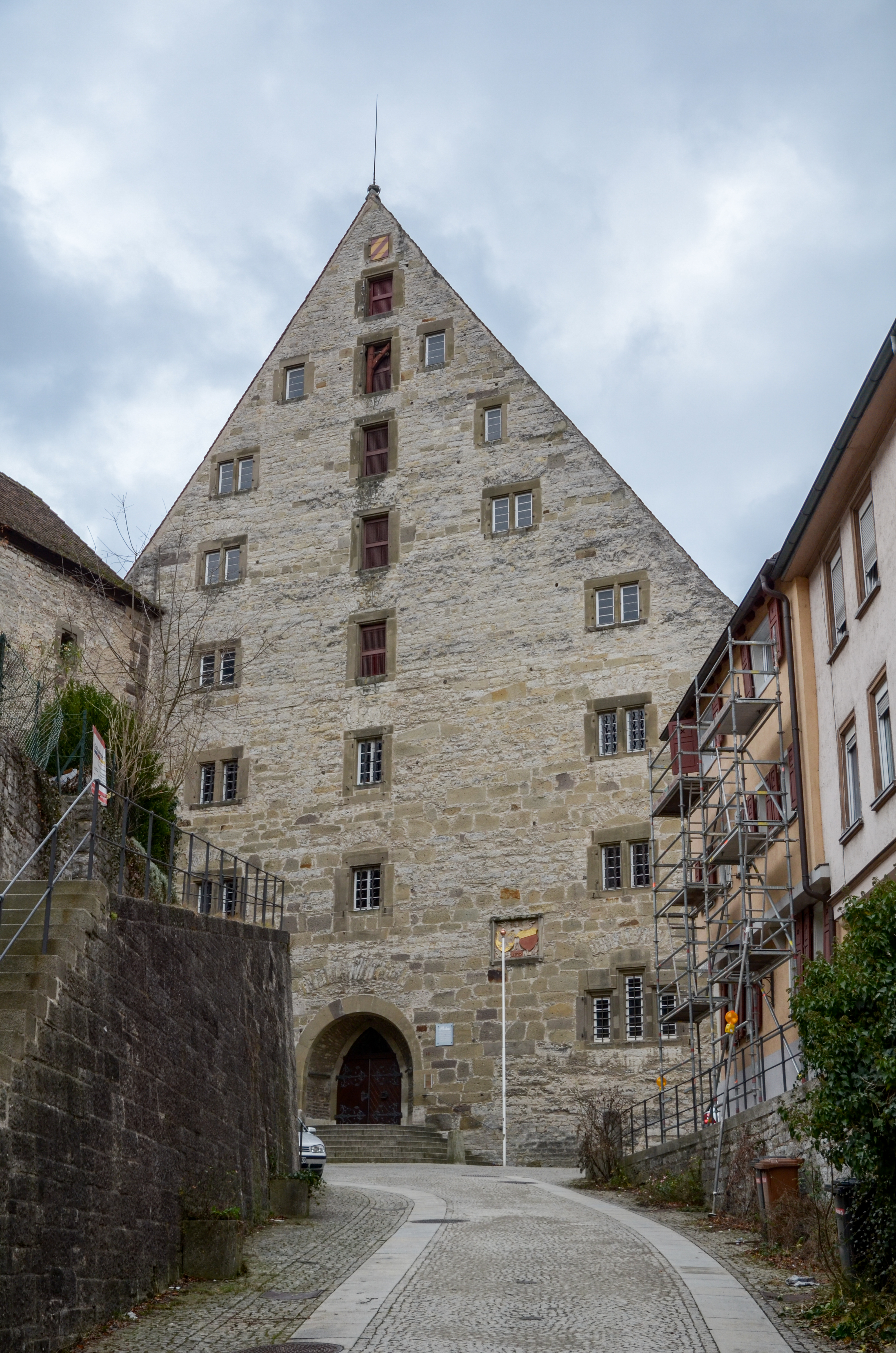
Vorderseite

Der Steinbau mit fünfstöckigem Steildach steht an der höchsten Stelle der Altstadt von Schwäbisch Hall vor einem gut erhaltenen Teil der mittelalterlichen Stadtmauer nahe dem Langenfelder oder Crailsheimer Tor und gilt als größtes und auffälligstes Haus der Stadt. Der Grundriss hat die Form eines unregelmäßigen Parallelogramms.
Der Bau wurde – zur Bauzeit am östlichen Ende der Stadt – laut Gradmann ab 1505 errichtet und wohl erst 1533 endgültig fertiggestellt. Geplant gewesen sei er als Büchsenhaus (Zeughaus) und Kornspeicher. Diese Nutzung ist auch durch eine Erläuterung in Herolts Chronik belegt, in der es heißt, dass man „oben Traid und unten das geschütz“ untergebracht habe. Allerdings soll schon 1604 in dem Gebäude auch Theater gespielt worden sein.

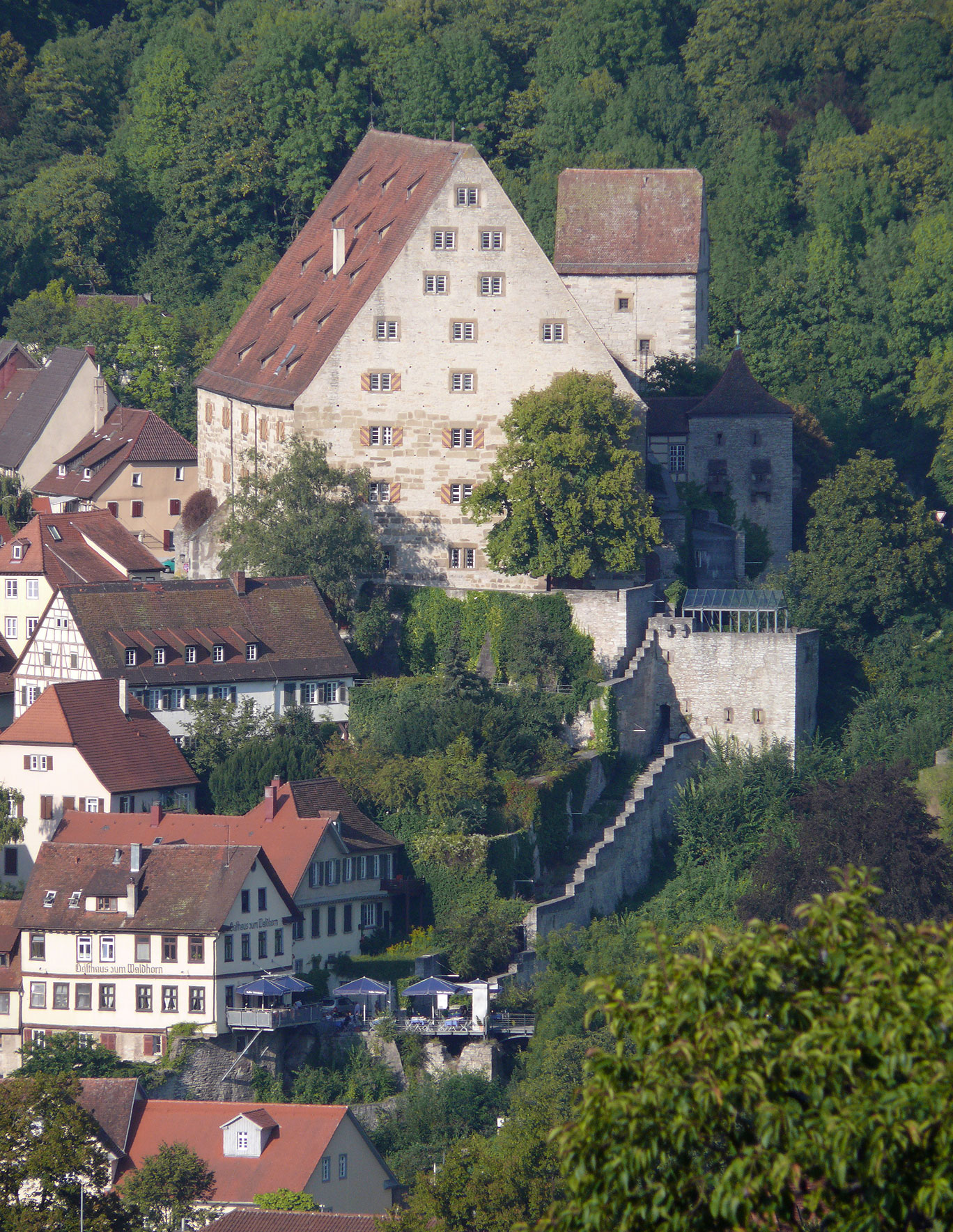
Ansicht von Südwesten

1510 trat wegen Streitigkeiten zwischen Adel und Bürgerschaft offenbar eine Pause im Bau des Hauses ein, während der sich das Konzept änderte: In der Erdgeschosshalle finden sich mehrere steinerne Rundpfeiler mit Gewölbeanfängen, während das Gebälk ansonsten von Eichenholzstützen getragen wird. Auch Strebepfeiler an der nördlichen Langseite weisen darauf hin, dass das Erdgeschoss ursprünglich eingewölbt werden sollte. Außerdem sind neben Fenstern mit spätgotischem Vorhangbogen auch jüngere Fensterformen an dem Gebäude zu bemerken. Dendrochronologische Untersuchungen des verbauten Holzes lassen eine Datierung auf die Jahre 1526 und 1527 zu. Auf dieses Jahr verweist auch die Inschrift einer Steintafel an der nordöstlichen Giebelseite, die außerdem die als Reliefs gearbeiteten Wappen des Reichs und der Stadt zeigt, die von einem Putto gehalten werden. Der Doppeladler auf dem heraldisch rechten Wappen wurde abgemeißelt, als Hall 1802 seinen Status als Reichsstadt verlor, und wurde im 20. Jahrhundert rekonstruiert. Der Putto, der zwischen den beiden Wappen steht und diese mit ausgebreiteten Armen festhält, ist deutlich größer als zwei weitere Putti, die liegend und die Wappenschilde stützend dargestellt wurden. Die gleiche Wappenkombination findet sich – ohne schmückendes oder stützendes Beiwerk – am äußeren Langenfelder/Crailsheimer Tor. Auch hier fiel die Originalgestalt der Wappenschilde der Geschichte zum Opfer. Der Reichsadler wurde mit dem württembergischen Wappen übermalt, der andere Wappenschild mit dem Stadtwappen mit Kreuz und Hand. Später wurde der originale Wappenstein überhaupt entfernt; der heute am Tor befindliche Stein ist eine Rekonstruktion.
Das ehemalige Büchsenhaus diente ab 1803 als Fruchtkasten, gehörte im Jahr 1827 dem Königlichen Cameralamt Hall und wurde am 8. Oktober 1925 in das Landesverzeichnis der Baudenkmale in Württemberg eingetragen. Ein Umbau zu Festhalle und Theatersaal erfolgte 1979.